# Sanatorium Wienerwald

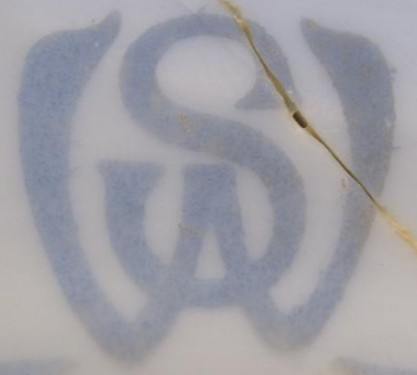
Ursprüngliches Emblem des Sanatoriums Wienerwald

Sanatorium Wienerwald 1904

Das Sanatorium Wienerwald ist ein ehemaliges Lungensanatorium (Lungenheilstätte) im niederösterreichischen Feichtenbach, einer Katastralgemeinde von Pernitz im Piestingtal.
1903/04 von den beiden Lungenspezialisten Hugo Kraus und Arthur Baer gegründet, erlangte das eher versteckt in einem Seitental der Piesting gelegene Haus alsbald Weltruhm.
Betuchte Patienten aus ganz Europa, vornehmlich aus Osteuropa, aber auch tuberkulöse Gäste aus Übersee, etwa Kaffeeplantagenbesitzer aus Südamerika, frequentierten das exklusive Sanatorium, das in seiner Reputation etwa gleichauf lag mit den Heilstätten in Davos. Der Andrang war so groß, dass sich die beiden Ärzte entschlossen, das ursprünglich für etwa 90 Patienten ausgelegte Haus entscheidend zu vergrößern.
Als Hugo Kraus, der auch Erfinder und Konstrukteur der kalten Quarzlampe zur Kehlkopfbestrahlung war, 1930 erstmals die bereits aus der Schweiz bekannte Methode des künstlichen Pneumothorax in Österreich praktizierte, stieg das Interesse der betuchten Klientel exorbitant, sodass das Haus trotz seiner stolzen Preise bis Mitte der 1930er Jahre praktisch permanent am Rande der Überlastung war. Persönlichkeiten wie etwa Bundeskanzler Ignaz Seipel, der am 2. August 1932 ebenda verstarb, Kardinal Innitzer oder Franz Kafka 1924 zählten zu den Patienten der auf etwa 530 Metern Seehöhe gelegenen Höhenklinik.

## Hugo Kraus
Geboren wurde Hugo Kraus am 8. Juni 1872 in Czaslau bei Pardubice/Böhmen. Er stammte aus einer traditionellen jüdischen Akademikerfamilie, sein Vater, Julius Kraus, war praktischer Arzt in Czaslau. Kraus besuchte das Deutsche Gymnasium in Prag, es folgte das Medizinstudium an der Universität Prag, wo er 1897 promovierte. Danach war er Aspirant im Allgemeinen Krankenhaus Wien. Kraus spezialisierte sich vorerst auf Pädiatrie, später auf Lungenheilkunde und Kehlkopferkrankungen. Danach wurde er Assistent des Vorstandes der med. Universitätsklinik Wien und Gründers der Lungenheilstätte Alland, Leopold von Schrötter, in dessen Sanatorium Alland. Um 1900 unternahm der Mediziner ausgedehnte Studienreisen in die Schweiz, mehrmals besuchte er das Basler Sanatorium in Davos Dorf.
1903 kaufte er auf Anraten seines väterlichen Freundes Leopold von Schrötter gemeinsam mit seinem ehemaligen Studienkollegen Baer drei Bauernhöfe in Feichtenbach und es erfolgte die Gründung des Sanatoriums Wienerwald. Am 1. Juli 1904 eröffneten die beiden Pulmologen ihr Sanatorium. Der praktisch veranlagte Kraus widmete sich nun verstärkt der Tuberkuloseforschung und entwickelte einige technische Hilfsmittel, wie etwa die kalte Quarzlampe zur Kehlkopfbestrahlung, und führte 1930 die erste künstliche Pneumothorax-Operation in Österreich durch. Er galt als umtriebiger Wissenschaftler, zielstrebig und geschäftstüchtig. Zahlreiche Publikationen in internationalen Fachzeitschriften festigten seinen Ruf als einen der führenden Lungenspezialisten Europas. Über seine Ära hinausweisend und bis dato bekannt ist etwa seine Abhandlung Zur Diagnostik kleiner Gasblasen über pleuritischen Ergüssen von 1911. Auf der anderen Seite wird Kraus als emotionaler, gemütlicher Mensch, kontaktfreudig und leutselig beschrieben. In Feichtenbach und Umgebung wurde Kraus von der Bevölkerung hochgeschätzt, denn er mischte sich nicht nur gern unters Volk, sondern behandelte auch die Einheimischen ohne auf Bezahlung zu bestehen.
Am 21. April 1938 beschlagnahmte die SS im Beisein von Gestapo und dem Geschäftsführer des Lebensborn, Guntram Pflaum, das Sanatorium Wienerwald. Kraus flüchtete sich in ein Matratzenlager. Eine Zeugin sprach von einem Messerstich im Brustraum, so dass sich überall im Sanatorium Blutspuren fanden, wo er einen Suizidversuch unternahm. Drei Tage später, am 24. April 1938, verstarb Hugo Kraus im Krankenhaus Wiener Neustadt. Als offizielle Todesursache würde Selbstvergiftung angegeben.
Der genaue Hergang liegt im Dunklen, aber es gibt bis dato berechtigte Zweifel an dem misslungenen Suizid des Arztes.

## Arthur Baer
Arthur Baer wurde am 1. August 1872 als Sohn des jüdischen Maierhofpächters Moritz Bär in Roschowitz/Böhmen geboren. Wie Kraus besuchte auch er das Deutsche Gymnasium in Prag, es folgte das Medizinstudium an der Universität Prag, wo er 1897 promovierte. Danach war er ebenfalls Aspirant im Allgemeinen Krankenhaus Wien. Später ging Baer als Assistent in Peter Dettweilers Heilanstalt Falkenstein im Taunus. Dort lernte er auch seine spätere Frau Elisabeth Matwejewa Spitzmacher, eine Moskauer Deutschrussin aus reichem Hause, kennen, deren Vermögen den Grundstein zum Sanatorium Wienerwald bildete.
Es folgen zwei Jahre Studienaufenthalte in Frankreich und der Schweiz. Nach Gründung des Sanatoriums ist Baer der pragmatische Part des Ärzteduos. Er ist Mitglied der „Gutensteiner Sommergesellschaft“, gilt als ernst und verschlossen, pflegt wenig persönlichen Kontakt zu den Patienten. Wie auch seine Gattin war der begeisterte Jäger eine elegante Erscheinung, aber von völlig anderem Naturell. Das führte nicht nur zu Spannungen zwischen ihm und seiner Gattin, sondern auch zu einem Zerwürfnis mit Kraus. In den späten 1920ern und 1930ern ordinierten die beiden Sanatoriumsleiter schließlich völlig getrennt voneinander. Die Patienten des Einen bekamen den Anderen zumeist nicht zu Gesicht.
Nach der Arisierung des Sanatoriums Wienerwald wurde Baer sofort nach Wien ins Landesgericht Wien verbracht. Nach tagelangen Gestapo-Verhören unterschrieb Baer schließlich den Verzicht auf alle Habe. Er flüchtete sich zu seinem Bruder nach Pardubice/Protektorat Böhmen und Mähren, wo er eine kleine Ordination betrieb. Er starb völlig verarmt am 7. Oktober 1941. Offizielle Todesursache: „vigilium cordis“ (Herzklappenfehler), im Sterberegister Pardubice findet sich einfach nur „vitium cordis“. Es gibt aber auch Zeugenaussagen, dass er, zermürbt durch die Behandlung durch die Nationalsozialisten, Suizid begangen haben soll.

## Architektur

Planentwurf Bezugsebene (1903)

Der Gründungsbau ist ein 13-achsiges, fünfgeschoßiges Gebäude mit in der Dachlandschaft integrierter Mansarde im Stil des Späthistorismus/Heimatstil. Es zeigt von seiner Südseite eine deutliche Dreiteilung, wobei im zurückspringenden Mitteltrakt ein Pseudo-Mittelrisalit nur durch Dach und fehlende Balkone angedeutet ist. Da das Gebäude in Hanglage steht, ist die Bezugsebene eigentlich ein Obergeschoß, der Eingang lag ursprünglich nordseitig. Westseitig schloss sich eine hölzerne Liegeterrasse an das Gebäude an.

Rohbau des Sanatoriums (1904)

1909/10 wurde der Wintergarten, der das Foyer darstellte, aufgestockt, um Platz für einen modernen Operationssaal zu schaffen. Es gilt als erwiesen, dass Hugo Kraus das Konzept für sein Sanatorium von einer Studienreise aus der Schweiz mitbrachte. Es tauchen auch tatsächlich frappante bauliche Ähnlichkeiten mit dem Basler Sanatorium in Davos auf, das Kraus 1902 besuchte. Diese Ähnlichkeit geht sogar so weit, dass selbst die Ausrichtung beider Gebäude identisch ist und es kann mit hoher Wahrscheinlichkeit angenommen werden, dass nicht der ausführende Maurermeister Johann Jauernik, sondern der technisch hochbegabte Mediziner selbst den Planentwurf zum Sanatorium Wienerwald gezeichnet hat.
Anfang der 1920er Jahre erfolgte der Zubau eines nordöstlichen Erweiterungstraktes, dessen oberstes Geschoß als Mansarde in einem tief herabgezogenen Walmdach ausgebildet war und der Bau eines Wohnhauses mit quadratischem Grundriss mit ebenfalls tief herabgezogenem Walmdach, in dessen Untergeschoß vier Garagen untergebracht waren, von den Einheimischen scherzhaft als „das Dreimäderlhaus“ bezeichnet. Spätere Umbauten waren 1938, 1951/52 (Franz Mörth), 1962 (Mörth), 1967 (Viktor Adler) und der Zubau eines Hallenbades 1979/80. Die Neugestaltung der Fassade des Haupthauses durch Franz Mörth, der auch das Gebäude der Arbeiterkammer Wien entwarf, gilt als typisches Beispiel für die architektonische Wiederaufnahme der Neuen Sachlichkeit nach dem Zweiten Weltkrieg.

## Interieur

Sanatorium Wienerwald Speisesaal um 1904

So nobel zurückhaltend und konservativ das Sanatorium Wienerwald auch in seinem äußeren Erscheinungsbild durchgeplant war, so fortschrittlich und modern präsentierte es sich in seinem Inneren. Streng nach aseptischen Kautelen achteten die Sanatoriumsgründer darauf, dass die hygienischen Anforderungen durch den Einsatz modernster Materialien gewährleistet waren. Die Böden wurden, sofern sie nicht – wie in den Ordinations- und Sanitärräumen – gekachelt waren, durchgehend mit Linoleum belegt, an den Wänden befanden sich Tapeten aus Lincrusta, einem linoleumähnlichen Material. Alles sollte leicht wasch- bzw. abwaschbar, glatt, impermeabel und nach Möglichkeit desinfizierbar bzw. sterilisierbar sein.

Sanatorium Wienerwald Salon um 1904

Stilsicher schufen die beiden Sanatoriumsgründer gleichzeitig aber auch ein Ambiente, das den Vergleich mit den berühmten Sanatorien der Schweiz, wie etwa dem später durch Thomas Manns Zauberberg berühmt gewordenen Waldsanatorium Professor Jessens, nicht zu scheuen brauchte:

Sanatorium Wienerwald Musikzimmer um 1904

Die Einrichtung der Patientenzimmer bestand aus fugenfrei verarbeiteten weiß lackierten Möbeln, die zum Teil mit Glas- und Marmorplatten belegt waren. Ein großer Wintergarten im Erdgeschoß diente als Foyer, über das man zur Zentralstiege gelangte. Im 1. und 2. OG befanden sich ostseitig über dem Speisesaal jeweils eine Arztwohnung, die über ein separates Stiegenhaus zu betreten war. Es existierte von Anfang an ein Patientenlift und ein Speisenaufzug versorgte die nicht gehfähigen Patienten in den oberen Geschoßen. Den Patienten standen neben einem, mit Thonet- und Mundus-Tischen und Bugholz-Sesseln ausgestatteten, Speise- und Festsaal, ein eleganter Salon und ein Musikzimmer zur Verfügung.
Bei seiner Eröffnung entsprach das Haus allen Standards einer modernen Lungenheilanstalt und übertraf diese sogar in manchen Bereichen. Trotzdem waren Kraus und Baer bemüht, die Qualität laufend zu verbessern. Als auf Initiative von Kraus ein Operationssaal gebaut wurde, war dieser zwar klein, aber einer der modernsten seiner Zeit.

## Kriegerheilstätte
Die 1915/16 inmitten des Ersten Weltkrieges gebaute Kriegerheilstätte, ein 25-achsiger, längsgestreckter Bau wurde bereits im Winter 1920 ein Raub der Flammen. Sie verfügte über ein gemauertes Erdgeschoß und ein hölzernes offenes Obergeschoß, in dem die Liegeflächen untergebracht waren. Das Gebäude bot Platz für etwa sechzig Patienten. Gegliedert wurde die schlichte Anlage lediglich durch einen deutlich vorspringenden dreiachsigen Mittelrisalit, den ein kleines Türmchen krönte.
Zur Gründung der Kriegerheilstätte kam es auf Initiative Baers, der bereits mit erstem Tag des Ersten Weltkrieges in die Armee der Doppelmonarchie einberufen worden war. Baer wurde jedoch bald darauf unter der Auflage, seine Tätigkeit in den Dienst des Militärs zu stellen, vom aktiven Wehrdienst freigestellt. Man hatte erkannt, dass mit Kriegsbeginn aufgrund der unhygienischen Bedingungen die Zahl der lungenkranken Soldaten explosionsartig angestiegen war.
Der Arzt kam diesem Versprechen auf seine Art nach, indem er den Bau einer Kriegerheilstätte auf Sanatoriumsgrund vorantrieb. Dazu stellten Kraus und Baer das Grundstück, auf dem die Heilstätte entstehen sollte, auf vorerst zehn Jahre kostenfrei zur Verfügung.
Finanziert wurde der Bau der Heilstätte vorwiegend aus Geldern der Ärzteschaft, allen voran ist das Engagement Hofrat Hermann Schlesingers zu nennen, der einen nicht unbeträchtlichen Teil seines Privatvermögens stiftete.
Am 6. Juli 1916 durch den Protektor des Österreichischen Roten Kreuzes, Erzherzog Franz Salvator eröffnet, diente das Gebäude vorerst tatsächlich der Behandlung lungenkranker Offiziere der K.u.k.-Monarchie, wurde aber, durch Wegfall seiner ursprünglichen Bestimmung, ab 1919 als reiner Frauentrakt des Sanatoriums verwendet.
Am 31. Oktober 1920 brach, vermutlich durch ein defektes Ofenrohr, Feuer im Aufenthaltsraum der Heilstätte aus. Dazu kam, dass infolge der niederen Außentemperatur von minus 10 °C sowohl Wasserleitung, als auch Löschwasserteich zugefroren waren. Obwohl alles versucht wurde, den Brand zu löschen, konnte nicht verhindert werden, dass das gesamte Bauwerk bis auf die Grundmauern abbrannte.

## Liegehalle, Park und Terrainkur

Liegehalle

Details mit Park und Liegehalle

Anschließend an das Haupthaus der Sanatoriumsanlage befand sich eine hölzerne Liegeterrasse, auf der die Patienten, soweit sie körperlich dazu fähig waren, die verordnete Liegekur absolvieren konnten. Dazu wurden vom Haus eigene anatomisch geschwungene und weiß lackierte Stahlrohrliegen zur Verfügung gestellt, Decken und Fußpelze mussten von den Patienten jedoch selbst mitgebracht werden, da Kraus die Praxis des Ausleihens von Anstaltsinventar, wie es damals in den Sanatorien durchaus üblich war, als unhygienisch bemängelte und daher ablehnte.
Bettlägerige und moribunde Patienten wurden auf die Balkone geschoben oder konnten zumindest bei offenem Fenster das heilsame Klima auf sich einwirken lassen.

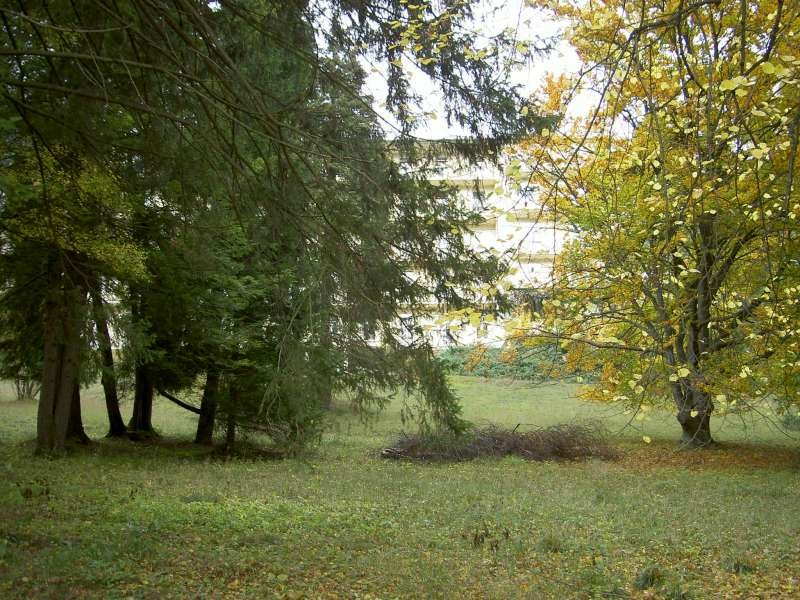
Bestehende Reste der Parkanlage im Herbst 2007

Das Sanatorium wurde von einem großzügig angelegten Park umgeben, in dem Lungenkranke in besserem Allgemeinzustand eine regelmäßige Terrainkur bewältigen mussten. Es handelt sich dabei um ein bis heute anerkanntes Klimaexpositionsverfahren, bei dem sich der Patient im Gelände bewegt und bei dem sich zusätzlich zu den therapeutischen Klimafaktoren die Bewegung positiv auf den Patienten auswirkt. Genau nach Steigung und Länge der Gehzeit angelegte Serpentinenwege durchzogen den mit heimischen und zum Teil exotischen Gehölzen und Gewächsen ausgestatteten Landschaftspark, der langsam und unmerklich von einer Art Lustgarten mit Pavillons usw. in über dreißig Hektar Wald und Wiesen überging. In jeweils Dreier- und Vierergruppen gepflanzte edle Bäume strukturierten diese, ganz im Sinne des Historismus angelegte, Ideallandschaft. Die hauseigene Gärtnerei versorgte den Park mit in eigenen Glashäusern herangezogenen Pflanzen, die dem Wandelgarten ein fast mediterranes Flair verliehen. Auf historischen Aufnahmen sind Palmen, Yuccas und riesige Agaven zu sehen, die den Sommer über in die Parkgestaltung integriert wurden.
Den Patienten stand darüber hinaus eine sogenannte Lufthütte zwecks Klimaexposition bzw. Heliotherapie zur Verfügung. Auch eine hölzerne Kegelbahn zur sportlichen Betätigung war in das Konzept eingebunden.
Von all dieser Pracht war in der Kernzone um das Sanatorium bis 2008 für das geschulte Auge noch das eine oder andere erkenntlich, jahrelange Vernachlässigung und massive Schlägerungen in den Jahren 2006 bis 2008 haben jedoch vor allem Wald und Randbereiche unwiederbringlich zerstört. Im Winter 2008/09 wurde in Verkennung der Bedeutung auch der historische Park nahezu vollständig abgeholzt. Durch exzessiven Einsatz von schwerem Gerät wurde obendrein die komplexe Struktur der Parkanlage nachhaltig vernichtet.

## Arisierung und Lebensborn
Im April 1938 wurde das Sanatorium im Zuge des Anschlusses Österreichs an NS-Deutschland „arisiert“. Hugo Kraus beging dabei Suizid, sein Kollege Baer wurde verhaftet und gezwungen das Sanatorium dem Verein Lebensborn zu überschreiben. Er verstarb 1941 verarmt in Pardubice.
Noch 1938 wurde das Haus nach den Richtlinien der Reichsarchitektur umgebaut, das heißt vereinfacht, die Liegehalle wurde in ein zweigeschoßiges festes Gebäude umgewandelt. Dabei verlor der Bau die typischen Merkmale des Heimatstils, wie etwa die drei prägenden Türmchen in der Dachlandschaft und das Fachwerk.
In der folgenden Zeit diente das Haus zunächst unter dem Namen „Heim Ostmark“ – schon bald darauf aber in Anlehnung an seinen ursprünglichen Namen „Heim Wienerwald“ – dem Lebensborn als Mütterheim. Es war das erste von nur zwei realisierten Lebensbornheimen auf dem Boden der Ostmark. Zumindest 1200, wahrscheinlich aber über 1700 Kinder wurden hier geboren.
Natürlich kamen in den Lebensbornheimen auch behinderte Kinder zur Welt. Sie scheinen in der Geburtenstatistik zumeist nicht auf. Oftmals genügte eine Lippen-Kiefer-Gaumenspalte, damit sie aus den Heimen entfernt wurden. Das einzige bekannte Dokument dazu lieferte der Heimleiter der Wienerwald, Norbert Schwab.
Er schrieb von einer Überstellung eines behinderten Mädchens in die Reichsanstalt Am Spiegelgrund, die „im Sinne einer Ausmerze tätig“ sei.
Die Säuglingssterblichkeit lag in den Heimen in etwa gleichauf mit der im „Altreich“, also bei rund 6 %. Die Totgeburten scheinen aber ebenfalls nur bedingt in den Geburtenbüchern auf. Was mit diesen Totgeburten und verstorbenen Säuglingen geschah, liegt daher weitgehend im Dunklen. Im Falle des Heimes Wienerwald handelt es sich immerhin um rund 100 Babys. Der vormalige Hausmeister des Heimes, Herr Josef P., gab am 30. Dezember 1994 in einem Interview zu, im Auftrage des Verwalters Decker zumindest eines davon „beim Heim“ verscharrt zu haben.
In das Heim kamen Frauen aus ganz Deutschland zur Entbindung: Wenn die Rassenmerkmale „passten“, bezahlte der Verein die Fahrt- und Unterbringungskosten; die Mütter blieben meist noch einige Wochen nach der Geburt im Heim. Wegen der guten medizinischen Betreuung kamen nicht nur ledige Schwangere, sondern auch Ehefrauen von SS-Mitgliedern. Im Heim wurde über jede Frau Buch geführt (Alter, Körperbau, Charakter usw.), wobei sogar das Verhalten während der Geburt notiert wurde (Schreien wurde als „undeutsch“ stigmatisiert). Mit dem Näherrücken der Ostfront kamen weniger Schwangere aus dem „Altreich“, dafür aber mehr Wöchnerinnen aus der Umgebung.
Zwar kam der „Lebensborn“ im erklärten Lieblingsheim des Reichsführers (er scheint auch immer wieder als Pate in den Namensgebungsurkunden des Heimes auf) SS Heinrich Himmler (RFSS), auch unehelichen Müttern in Not zugute, aber es diente den SS- und NS-Parteiführern doch eher dazu, ihre schwangeren Geliebten dorthin abzuschieben, ohne dass die Ehefrau (die unter Umständen später ebenfalls dort entband) etwas davon mitbekam. Schwangerschaft und Geburt wurden geheim gehalten und in eigenen „Lebensborn“-Standesämtern (in diesem Fall: Pernitz 2) attestiert. Das Heim Wienerwald war das einzige reine Mütterheim im System des Lebensborn. In allen anderen Heimen wurde der „Lebensborn“ auch für die Verschleppung und „Eindeutschung“ mittel- und osteuropäischer Kinder missbraucht.
Seit 2020 wird die Geschichte des Entbindungsheims von Forschern des Ludwig Boltzmann Instituts für Kriegsfolgenforschung aufgearbeitet; dazu werden Zeitzeugen gesucht. Im Jahre 2024 haben drei im Lebensbornheim Feichtenbach geborene Menschen der Tageszeitung „Der Standard“ ihre Familiengeschichte geschildert.

## Nachkriegsgeschichte als ÖGB-Heim

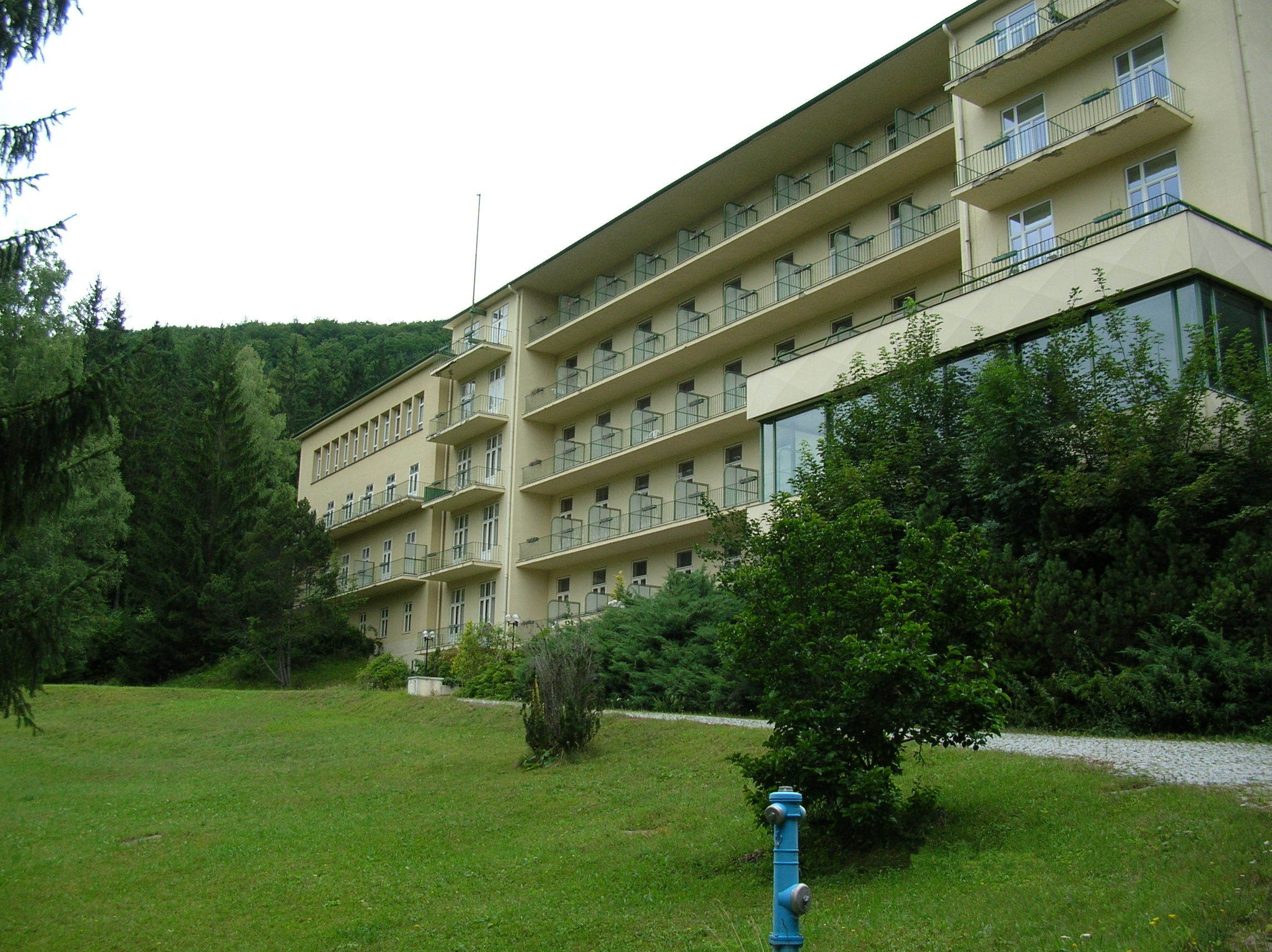
Als ehemaliges Hotel Feichtenbach im Sommer 2005

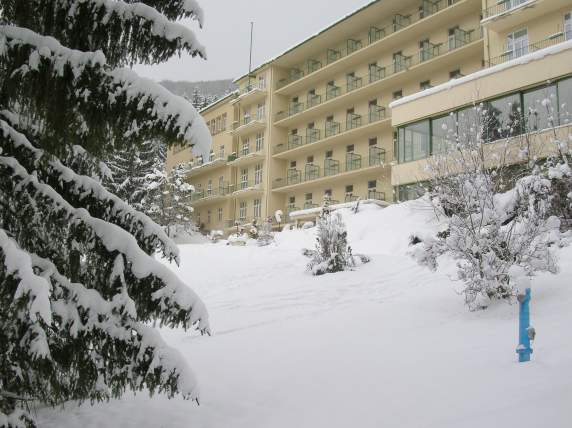
Das Sanatorium Wienerwald: Heilstätte, Lebensbornheim, ÖGB-Heim, zuletzt Hotel Feichtenbach. Winter 2007

Von 1945 bis Ende 1948 führte vorerst das Wiener Jugendhilfswerk ein Kindererholungsheim für unterernährte Kinder aus Wien in den Räumlichkeiten des Sanatoriums. Dadurch blieb das Gebäude vor dem Zugriff der russischen Besatzung verschont. In dieser Zeit wurden insgesamt über 4100 (!) Kinder in Feichtenbach aufgepäppelt. Der Plan eines Umbaus in eine Lungenheilstätte der Stadt Wien zerschlug sich bereits Mitte 1948, ein Restitutionsverfahren wurde eingeleitet.
Im Jahre 1950 mussten die Besitzer die schwer in Mitleidenschaft gezogene Anlage verkaufen, und der Österreichische Gewerkschaftsbund (ÖGB) begann 1951 nach Plänen des Architekten Franz Mörth einen großangelegten Umbau, der dem Haus nun ein völlig neues Aussehen verlieh. Freitragende Stahlbetonbalkone und ein flaches Satteldach bestimmten nun die Wirkung des neuen „Urlauberheimes Karl Maisel der Metall- und Bergarbeiter“ des ÖGB in Feichtenbach.
Im Jahre 1952 entstanden nach den Plänen Mörths ein Freibad und eine Jugendherberge auf dem Gelände der 1920 abgebrannten Kriegerheilstätte. Die Instandsetzungsarbeiten und der Umbau dauerten bis ins Frühjahr 1952, ehe das Urlaubsheim am 2. April 1952 feierlich eröffnet wurde. Zu diesem Zeitpunkt verfügte das Haus über 94 Gästezimmer mit 190 Betten. 1962 wurde südostseitig ein Restaurationspavillon angefügt. Weitere Umbauten im Jahr 1967 (sie betrafen vorwiegend die Aufstockung des Mörthschen Restaurationspavillons, den Angestelltenspeisesaal sowie den Ausbau der Wäscherei zum Angestelltenwohnhaus), nun durch Viktor Adler, sowie die Errichtung einer Miniaturgolfanlage, auf der 1984 die österreichische Staatsmeisterschaft im Bahnengolf ausgetragen wurde, folgten.
In den Jahren 1979 und 1980 wurde nordseitig ein zu großes Hallenbad angefügt, welches den Betrieb des Hauses schließlich unrentabel machte. Es beinhaltete neben der eigentlichen Badehalle unter anderem Sauna, Tischtennisräume und eine automatische Kegelbahn. Nachdem sich im Laufe der Jahrzehnte auch die Urlaubsgewohnheiten der Bevölkerung geändert hatten, aber es auch zu einer zunehmend besseren Wirtschaftslage gekommen war, kamen immer weniger Urlaubsgäste nach Feichtenbach, was dazu führte, dass die Gewerkschaft das Hotel schloss und nach langwierigen Verhandlungen am 16. Oktober 1989 an die Hotel Feichtenbach Betriebsgesellschaft (Tribis Beteiligungsgesellschaft) verkaufte.

## Nutzung als Erholungs- und Rehabilitationszentrum und kurzzeitig als Hotel
Ab 1990 diente das Haus als Erholungs- und Rehabilitationszentrum für Patienten der Wiener Gebietskrankenkasse. In dieser Zeit wurden zirka 22.000 Patienten, die nach schweren Erkrankungen Erholung oder einer Rehabilitation bedurften, mit verschiedensten therapeutischen Maßnahmen unterstützt, im häuslichen Umfeld ihre Kompetenzen wieder zu erlangen. Nach mehreren Jahren scheiterte jedoch auch dieses Erholungs- und Rehabilitationszentrum, woraufhin der Komplex geschlossen wurde. Eine kurzzeitige Nutzung als Hotel Feichtenbach scheiterte binnen weniger Monate, sodass das Hauptgebäude mitsamt den kleineren Nebengebäuden seit 2002 ungenutzt ist. Bis in die späten 2000er Jahre wurde sich noch um den Erhalt des Gebäudes sowie der umliegenden Parkanlage gekümmert, bis auch dies eingestellt wurde.

## Die jüngere Vergangenheit

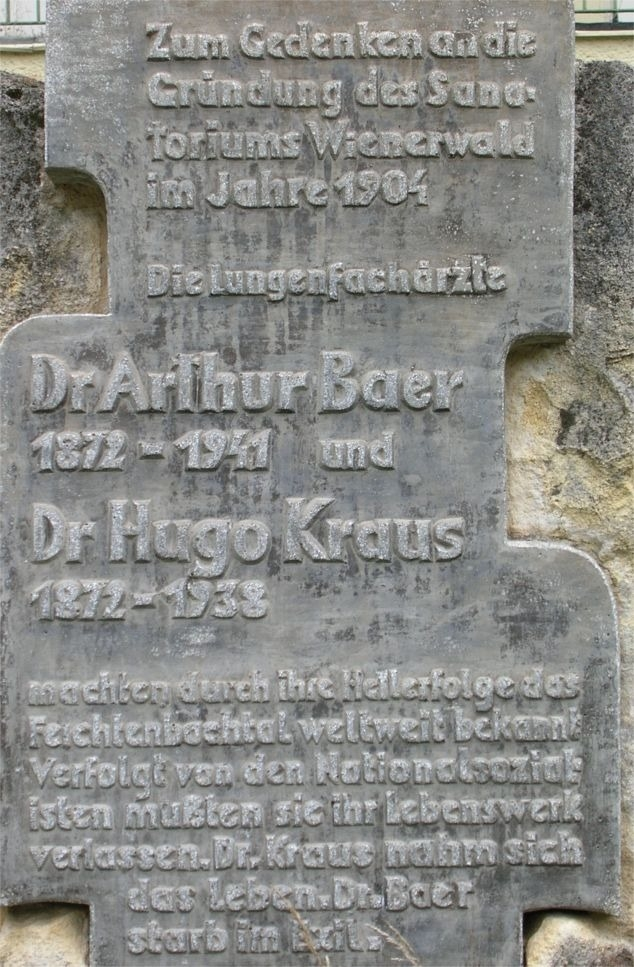
Gedenkstein vor dem ehemaligen Sanatorium

Im Jahre 1992 wurde zum Gedenken an die Gründer Hugo Kraus und Arthur Baer und deren Schicksal in der NS-Zeit ein Gedenkstein vor dem ehemaligen Sanatorium errichtet.
Seit 2002 ist das Gebäude inmitten der großen Parkanlage ohne Nutzung.
Im März 2007 geriet das ehemalige Sanatorium und Gewerkschaftsheim unvermutet wieder in die Schlagzeilen, als durch Hinweise aus der Bevölkerung ein Fall von Animal-Hoarding bekannt wurde. Eine Frau hatte über 80 Tiere, vornehmlich Hunde und Katzen, in dem Haus untergebracht. Das ohne Genehmigung betriebene Tierheim wurde am 22./23. März durch Bezirkshauptmannschaft Wiener Neustadt und dem Amtstierarzt aufgelöst.
Im Januar 2009 erschien der Roman „Feichtenbach – eine Faction“ der Autorin Eleonore Rodler im Verlag Vabene (ISBN 3-85167-224-0). Das Buch beleuchtet die Lebensborn-Ära des Hauses und erzählt das Schicksal zweier Knaben, die in Feichtenbach geboren, nach Deutschland gebracht und getrennt zur Adoption freigegeben wurden.
Der „Quit Club“, eine private Organisation zur Suchttherapie, versuchte 2008/09 das ehemalige Sanatorium über einen privaten Investor zu einer „Allgemeinen öffentlichen psychosomatischen Sonderkrankenanstalt“ umzufunktionieren. Das Projekt konnte aber nicht umgesetzt werden. Derzeitiger Eigentümer des ehemaligen Sanatoriums Wienerwald ist eine deutsche Holding Gesellschaft. Als rechtlicher Vertreter und Verwalter fungiert eine Wiener Rechtsanwälte GmbH.
In den über 20 Jahren ohne Nutzung verfiel der Gebäudekomplex, teilweise auch bedingt durch die Zerstörung durch Vandalen, zunehmend. Außerdem wird die einstige Lungenheilanstalt seit vielen Jahren durchgehend von sogenannten Urbexern oder Geisterjägern aus dem In- und Ausland besucht. Des Weiteren fanden hier immer wieder illegale Raves, die von der Polizei aufgelöst werden mussten, aber auch okkulte Zeremonien, teilweise mit dabei verwendetem Tierblut, statt. Im Laufe der Jahre wurde von der Gemeinde, die seit Ablauf der Betriebsanlagengenehmigung für Überprüfungen zuständig ist, ein behördliches Betretungsverbot verhängt. So besteht ein baubehördliches Betretungsverbot laut Bescheid der Gemeinde Pernitz vom 14. Jänner 2020. Weiters wird das Gelände von einem Sicherheitsdienst überwacht und es wurden zum weiteren Schutz Überwachungskameras installiert. Die Wiener Rechtsanwaltskanzlei, die den deutschen Besitzer seit Jahren vertritt, gab im September 2022 bekannt, dass sich der Eigentümer aktuell in der „Sondierungsphase“ befände. Während der COVID-19-Pandemie hatten sich unter anderem zwei Nationalratsabgeordnete der SPÖ für eine Nutzung des leerstehenden Sanatoriums für Long-COVID-Patienten ausgesprochen.
In den Jahren 2024/25 gibt es eine Wanderausstellung mit dem Titel Am Rande des Wienerwalds – Der Lebensborn in Feichtenbach, die unter anderem in Linz, Wien, St. Pölten oder in Dornbirn gezeigt wurde.

## Film
- Geheimsache Lebensborn, Dokumentarfilm 2003. Regie: Beate Thalberg. Film über das bis dahin nicht untersuchte, einzige Lebensborn-Heim in Österreich im ehemaligen Sanatorium Wienerwald Pernitz. ORF/Cultfilm[31]